# Príslopy
Príslopy je přírodní rezervace v oblasti Poľana.
Nachází se v katastrálním území obce Očová v okrese Zvolen v Banskobystrickém kraji. Území bylo vyhlášeno či novelizováno v roce 1988 na rozloze 0,2200 ha. Ochranné pásmo nebylo stanoveno.